# Bundesstraße 167
Pour les articles homonymes, voir Route 167.
La Bundesstraße 167 est une Bundesstraße du Land de Brandebourg.

## Histoire
La section entre Bad Freienwalde et Wriezen devient une chaussée entre 1824 et 1833.
La Reichsstraße 167 longue de 105 km entre Müncheberg et Schwiebus est instituée en 1937. Elle part de la Reichsstraße 1 à Müncheberg et passe par Francfort-sur-l'Oder, Reppen et Sternberg jusqu'à Schwiebus. La section de Müncheberg à Francfort-sur-l'Oder faisait auparavant partie (depuis 1932) de la Bundesstraße 5, qui reliait Bückwitz via Eberswalde et Prötzel et Müncheberg à Francfort-sur-l'Oder, mais entre Eberswalde et Francfort-sur-l'Oder, une autre route passe par Seelow et Lebus.
En 1940-1941, la Reichsstraße 5 est remplacée par une nouvelle route plus grande et renouvelée. À partir de là, la Reichsstrasse 167, longue de 257,3 km, relie Bückwitz via Eberswalde et Francfort-sur-l'Oder à Schwiebus. En retour, le parcours précédent de la R 167 reliant Francfort-sur-l'Oder à Müncheberg fait de nouveau partie de la R 5, mais se poursuit maintenant à l'ouest de Müncheberg en direction conjointe avec la Reichsstraße 1 jusqu’à Berlin.
La R 167 s'arrête en 1945 avec la frontière Oder-Neisse et le reste en RDA devient Fernverkehrsstraße 167.

## Source
- (de) Cet article est partiellement ou en totalité issu de l’article de Wikipédia en allemand intitulé « Bundesstraße 167 » (voir la liste des auteurs).